# المنابهة
المنابهة هي جماعة قروية في عمالة مراكش بجهة مراكش آسفي.